# Obârșia
Obârșia  là một xã thuộc hạt Olt, România. Dân số thời điểm năm 2002 là 3279 người.